# Dub Taylor
Dub Taylor (Richmond, Virginia, 26 de febrero de 1907-Los Ángeles, 3 de octubre de 1994) fue un prolífico actor estadounidense, cuyo campo de trabajo se desarrolló principalmente en el género western.

## Biografía

### Primeros años
Su verdadero nombre era Walter Clarence Taylor, Jr., y nació en Richmond (Virginia). Sus amigos le llamaban habitualmente "W" o "Dub". Su familia se mudó a Augusta (Georgia), cuando él tenía cinco años de edad, y vivió en dicha ciudad hasta que cumplió los trece. Durante ese tiempo hizo amistad con el hijo del famoso jugador de béisbol Ty Cobb.

### Carrera
Intérprete de vodevil, Taylor debutó en el cine en 1938 en el film de Frank Capra You Can't Take It With You. Al año siguiente intervino en The Taming of the West, título en el que interpretaba por primera vez a "Cannonball," personaje con el cual continuó en los siguientes diez años en más de cincuenta filmes. "Cannonball" era la contrapartida cómica de "Wild Bill" Saunders (interpretado por Wild Bill Elliott), una pareja que trabajó junta en trece ocasiones, durante las cuales el personaje de Elliott pasó a llamarse Wild Bill Hickok. 
Más adelante Taylor se llevó a su personaje "Cannonball" a una nueva serie interpretada junto a Russell Hayden. Nuevamente cambió de serie, trabajando como "Cannonball" junto a Charles Starrett, quien finalmente acabó siendo "The Durango Kid". Estos filmes eran producidos por Columbia Pictures, estudio de Capra, y tenían una cierta calidad de producción, algo de lo que carecían los producidos por Monogram Pictures, a donde Taylor llevó "Cannonball" en 1947. Ahí se unió a Jimmy Wakely para rodar 16 títulos en dos años. A partir de 1949 Taylor dejó de interpretar a "Cannonball," y siguió con una activa y variada carrera. 
Sus papeles, incluso durante el período de "Cannonball", no se limitaban a esas películas. Hizo pequeñas interpretaciones en filmes clásicos, incluyendo Mr. Smith Goes to Washington (1939), A Star Is Born, y Them! (1954), junto con docenas de papeles televisivos. Dub intervino con regularidad junto a Alan Hale, Jr. en la serie televisiva Casey Jones, en el papel de Wally.
Se unió a la compañía de Sam Peckinpah en 1965 para rodar Major Dundee, actuando posteriormente en Grupo salvaje (1969), Junior Bonner (1972), The Getaway (1972), y Pat Garrett and Billy The Kid (1973), todas del mismo director, así como en Thunderbolt and Lightfoot (1972). A pesar de su extensa carrera como actor de carácter en una amplia variedad de papeles, el nicho de Taylor parecía ser el western, actuando en docenas de ellos a lo largo de su carrera. Trabajó también en The Undefeated (1969), protagonizada por John Wayne y Rock Hudson. Taylor tuvo, asimismo, un papel sin acreditar en el largometraje de 1954 Dragnet. Probablemente su mejor papel fue el del padre del personaje interpretado por Michael J. Pollard en Bonnie and Clyde (1967). 
Una de sus señas de identidad fue el sombrero hongo, que llevaba en la mayoría de sus actuaciones. Dio voz, junto a veteranos del western como Jeanette Nolan y Pat Buttram, en la película de animación de Walt Disney Company Los rescatadores. En los primeros años de la década de 1980 Taylor actuó en una serie de comerciales de temática western de la marca de chicles "Hubba Bubba". Continuó su prolífica carrera en el cine hasta su fallecimiento, siendo su última actuación para el cine la que llevó a cabo en Maverick.
En televisión actuó a menudo, incluyendo un papel en "The Last Rebellion", de la serie western 26 Men. También participó en dos episodios de The Lloyd Bridges Show (1962-1963), de la CBS. En 1967 actuó en la serie producida por ABC Custer, protagonizada por Wayne Maunder, y ambientada en el ámbito militar y western. También trabajó con Lucille Ball en su programa en la CBS, y fue artista invitado en The Cosby Show.

### Vida personal
Su hijo, Buck Taylor, es también actor y pintor. Buck y Dub Taylor actuaron juntos en el film de la TNT Conagher (1991), protagonizado por un amigo de Buck Taylor, Sam Elliott, y su esposa Katharine Ross. Además de Buck, Taylor tuvo una hija, Faydean Taylor Tharp.
Taylor falleció a causa de una insuficiencia cardíaca en 1994 en Los Ángeles, California. Sus restos fueron incinerados, y sus cenizas dispersadas en Westlake Village, California.